# Монтеспан, Луи Анри де Пардайан де Гондрен
Луи Анри де Пардайан де Гондрен, маркиз де Монтеспан (фр. Louis Henri de Pardaillan de Gondrin; 1640 — 1 декабря 1691) — французский аристократ, супруг официальной фаворитки короля Людовика XIV маркизы де Монтеспан.

## Биография

### Молодые годы и женитьба
Луи Анри родился в 1640 году в семье Роже Эктора де Пардайан де Гондрена (фр. Roger Hector de Pardaillan de Gondrin), маркиза д’Антена, и Мари-Кристин де Заме (фр. Marie-Christine de Zamet).
В феврале 1663 года в возрасте 23 лет Луи Анри взял в жёны Франсуазу-Атенаис де Рошешуар-Мортемар, мадемуазель де Тонне-Шарант, будущую официальную фаворитку короля Людовика XIV мадам Монтеспан. В этом браке у них родилось два ребёнка:
- Мари Кристин де Пардайан-Гондрен (фр. Marie-Christine de Pardaillan de Gondrin) (1663—1675)[1],
- Луи Антуан (фр. Louis Antoine de Pardaillan de Gondrin) (1665—1736), будущий герцог д’Антен; Директор резиденций Короля (1708—1736); глава Совета по внутренним делам в Полисинодии.

После супружеской измены Франсуазы, маркиз Монтеспан отправил детей в своё фамильное поместье в Гаскони и сам занимался их воспитанием.
Для мадемуазель де Тонне-Шарант брачный союз с представителем мрачной гасконской фамилии юго-запада Франции был весьма посредственным альянсом. К тому же, маркиз де Монтеспан, всегда бывший без денег, постоянно находился на грани наложения судебного ареста. Случайное знакомство Луи Анри де Пардайана де Гондрена с юной Франсуазой произошло вследствие дуэли, после которой брата маркиза нашли мёртвым, а жених Франсуазы отправился в изгнание.

### Карьера и измена
Первые годы жизнь молодых супругов была скудной с точки зрения достатка, но весьма страстной. Первый ребёнок, дочь Мари Кристин, родилась менее чем через 10 месяцев после свадьбы. Любящий маркиз вскоре решает отправиться на войну, чтобы заработать состояние и обеспечить супруге достойный образ жизни. В то же время, он смог получить несколько денежных займов от короля, который, в конечном счёте, будет ему признателен, несмотря на несколько поражений Луи Анри в Лотарингии (1663 год) и в Алжире (1664 год). В итоге, Луи Анри ещё больше влез в долги.
В этот период Франсуаза вошла в легкомысленное общество парижского Марэ, где герцогиня де Монтозье предложила ей место фрейлины в Версале. В то же время король поручил маркизу командовать конным подразделением, дислоцированным возле испанской границы. Франсуаза просила супруга взять её с собой в Гиень, говоря о том, что король влюблён в неё.
Маркиз Монтеспан получил ранение в вооружённых столкновениях у пиренейской границы и вернулся в Париж спустя 11 месяцев. Дома он нашёл супругу, беременную от короля. Монтеспан, против ожидания общества, поднял большую шумиху в Париже, в то время как его родственники со стороны жены получили достойное вознаграждение, а парижское общество было ошеломлено его неблагодарностью, считая, что маркиз должен быть польщён такой честью. Мольер в своей комедийной пьесе «Амфитрион», которую он написал и поставил в 1668 году, символическим образом раскрывает обстоятельства адюльтера и показывает реакцию супруга.

### Протест и изгнание
Униженный маркиз Монтеспан не захотел смириться со своим новым статусом, и раздражённый монарх через капитана королевских гвардейцев передал Луи Анри требование покинуть Париж. В ответ маркиз отправил детей из Парижа в своё фамильное поместье в Гаскони и 20 сентября 1668 года прибыл ко двору, находившемуся в те дни в Сен-Жерменском дворце, в дорожном экипаже, выкрашенном в чёрный цвет, и с прикреплёнными, вместо четырёх плюмажей на крыше, огромными оленьими рогами (поскольку отростки рогов в то время были символом супружеской неверности). Дополнительно, рога были нарисованы на дверях экипажа. Приехав во дворец, маркиз устроил скандал и публично назвал короля канальей, после чего маркиза препроводили в тюрьму Фор-Левек, откуда по указанию короля он был выслан в Гиень. Впоследствии маркиз устроил образные похороны своей любви, вырыв могилу и установив на ней простой деревянный крест, украшенный датами 1663—1667.
Впоследствии ему предъявляли обвинение в похищении молодой девушки, и он рисковал отправиться в пожизненное заключение в крепость Пиньероль. Однако он сбежал вместе со своим сыном Луи Антуаном, воспользовавшись тем, что Испания находилась в состоянии войны с Францией. Один год они находились в бегах, затем вернулись в Гиень. В 1683 году маркиз отправил своего сына Луи Антуана в Париж ко двору, где тот смог сделать примечательную карьеру.
Позже, король Людовик XIV предлагал маркизу возвести его в звание герцога, чтобы мадам Монтеспан также смогла пользоваться привилегиями герцогини (например, право табурета в Версале). Однако, маркиз Монтеспан отклонил это предложение.
Незадолго до своей смерти, когда маркиз уже был болен, он получил письмо из аббатства, где жила Франсуаза после своего отъезда из Версаля в 1691 году. Она просила Луи Анри возобновить отношения, но он ответил отказом, предположительно чтобы Франсуаза не видела его слабеющим и умирающим.
Луи Анри де Пардайан де Гондрен скончался 1 декабря 1691 года в возрасте 51 года. Исполнителем своей воли в завещании он назвал свою супругу. Их сын, Луи Антуан, похоронив спустя 16 лет и мать, маркизу де Монтеспан, приказал разбить каменные рога на воротах фамильного замка, а король возвёл его маркизат Антен в герцогство.